# René Lévesque

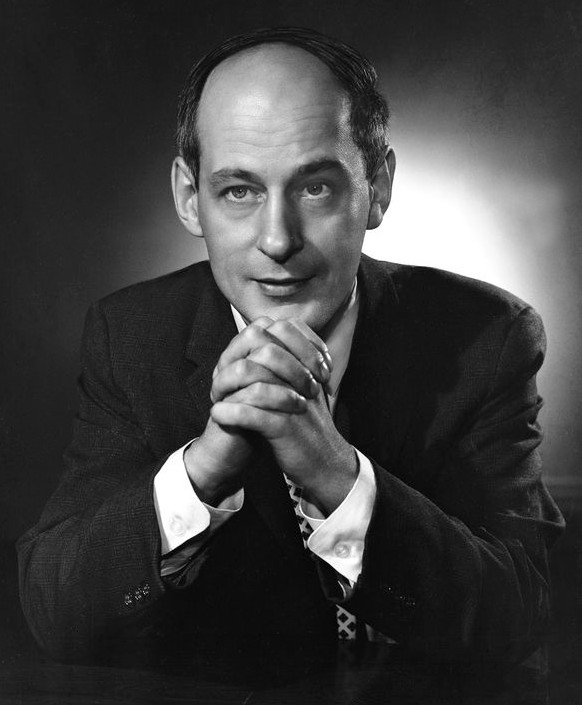
René Lévesque

René Lévesque, GOQ (* 24. August 1922 in Campbellton; † 1. November 1987 in Montreal) war der 27. Premierminister der primär französischsprachigen kanadischen Provinz Québec (vom 25. November 1976 bis 3. Oktober 1985) und Gründer des Parti Québécois, einer sich für die Sezession Québecs von Kanada einsetzenden Partei. Zuvor war er Reporter und Minister im Kabinett Lesage. Er war der erste québecische Staatsführer, der durch ein Referendum die Unabhängigkeit Québecs zu erreichen versuchte.

## Leben
René Lévesque wurde als ältestes von vier Kindern im Hôpital Hôtel-Dieu in Campbellton, New Brunswick geboren, und wuchs in New Carlisle (Québec), auf. Lévesque besuchte das Séminaire de Gaspé und das Collège Saint-Charles-Garnier College in Québec, die beide von Jesuiten betrieben wurden. Anschließend studierte er Jura an der Université Laval in Québec, verließ die Universität 1943 jedoch ohne Abschluss. Es folgten einige Jahre als Rundfunksprecher in New Carlisle und Québec.
In den Jahren 1941 bis 1945 war Lévesque Verbindungsoffizier und Kriegskorrespondent für die US Army. Er berichtete aus London als diese Stadt regelmäßig durch die Deutschen bombardiert worden war, und er folgte der US-Army bei ihren Feldzügen durch Frankreich und Deutschland. Er berichtete von der Befreiung Paris’, zog mit den Truppen von George Smith Patton und Alexander McCarrell Patch den Rhein aufwärts und sah die zerstörten deutschen Großstädte. Lévesque gehörte zur Vorhut von Nordamerikanern, die das Konzentrationslager Dachau im Moment seiner Befreiung erlebten. Er berichtete, dass er sich dort zum ersten Mal in diesem Krieg übergeben musste. Zugegen war er in den letzten Kriegstagen auch bei der Befreiung prominenter französischer Häftlinge aus Schloss Itter, nahe Kufstein, bei der reguläre Wehrmachtseinheiten unter Sepp Gangl zusammen mit amerikanischen GIs unter Captain Jack Lee gegen Einheiten der Waffen-SS kämpften.
1947 heiratete er Louise L’Heureux, mit der er später zwei Söhne und eine Tochter hatte. Lévesque arbeitete nach dem Krieg wieder als Reporter für die Canadian Broadcasting Corporation und schloss an seine alte Tätigkeit als Kriegskorrespondent 1952 im Koreakrieg an. Nach dem Krieg eröffnete sich ihm die Möglichkeit seine Karriere in den USA fortzusetzen, er entschied sich jedoch dazu in Québec zu bleiben.

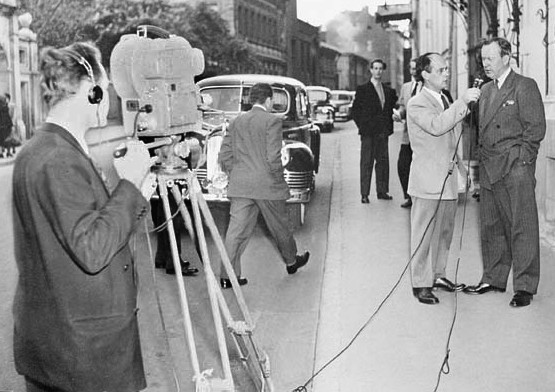
René Lévesque interviewt Lester Pearson

Von 1956 bis 1959 moderierte Lévesque eine wöchentliche Nachrichtensendung im kanadischen Fernsehen. Wegen seiner Verwicklung in einen Streik des Jahres 1958 wurde er 1959 kurzzeitig festgenommen.
1960 stieg Lévesque in die Politik ein und wurde als Mitglied der Liberalen Partei in die Assemblée législative (Gesetzgebende Versammlung) von Québec gewählt, wo er in der Regierung von Jean Lesage von 1960 bis 1966 als Minister in verschiedenen Positionen tätig war. Nach der Wahlniederlage der Liberalen 1966 konnte Lévesque seinen Sitz im Parlament verteidigen.
1967 verließ Lévesque seine Partei, nachdem diese sich geweigert hatte die Idee eines unabhängigen Québec zu erörtern. Er verblieb zunächst als Parteiloser im Parlament. Nach seinem Parteiaustritt gründete er eine Unabhängigkeitsbewegung, die mit einer anderen Bewegung gleichen Ziels 1968 zur Parti Québécois fusionierte, deren Vorsitzender er wurde und bis 1985 bleiben sollte.
Nachdem Lévesque in den Wahlen von 1970 und 1973 keinen Sitz erlangen konnte, gelang ihm dies wieder bei den Wahlen von 1976 zeitgleich mit dem Wahlsieg der Parti Québécois. Zehn Tage später war er Premierminister von Québec.
1977 kam es zu einem Skandal, als er einen auf der Straße liegenden Obdachlosen überfuhr, der an den Folgen des Unfalls starb. Es wurden Behauptungen aufgestellt, dass Lévesque zum Zeitpunkt des Unfalls angetrunken gewesen war. Zusätzlich angeheizt wurde der Skandal dadurch, dass er eine weibliche Begleitung im Auto hatte, die Sekretärin Corinne Côté. Die bereits zuvor kriselnde Ehe Lévesques endete in der Scheidung, 1979 heiratete er seine damalige Begleiterin.
Lévesque setzte eine Verordnung durch, die finanzielle Zuwendungen an Parteien von Unternehmen und Einzelpersonen auf $3000 beschränkte und erließ die ersten Maßnahmen, um Französisch zur alleinigen Amtssprache Québecs zu befördern. Seine Sozialpolitik basierte auf sozialdemokratischen Prinzipien. 1980 kam es schließlich zum versprochenen Referendum, das aber mit nur 40 % Befürwortern einer Unabhängigkeit zu einer Niederlage für ihn wurde. Ein Jahr später konnte er jedoch seine Partei mit einem Wahlstimmenanteil von nun 49 % zu einem noch größeren Sieg führen.
1982 wirkte Lévesque an den weitreichenden Verfassungsänderungen Kanadas mit, die unter anderem die formale Unabhängigkeit von Großbritannien beinhalteten. Unstimmigkeiten innerhalb seiner Partei, in welchem Maß eine angestrebte Unabhängigkeit Québecs bei den nächsten Wahlen eine Rolle spielen sollten, verleiteten ihn im Juni 1985 zum Rücktritt als Parteichef und im Oktober gleichen Jahres als Premierminister. Lévesque hatte sich während des Konflikts als Gegner eines auf den Unabhängigkeitsbestrebungen beruhenden Wahlprogramms positioniert. 1983 besuchte er als Gast der Kantonsregierung den von einer frankophon-separatistischen Bewegung neu gegründeten Schweizer Kanton Jura.
1987 starb Lévesque, der ein starker Raucher war, 65-jährig an den Folgen eines Herzinfarkts. 

## Auszeichnungen
- 1977 Großoffizier der französischen Ehrenlegion
- 1977 Médaille de la Ville de Paris
- 1991 Großoffizier des Ordre de Pléiade (Posthum)
- 2008 Großoffizier Ordre national du Québec (Posthum)
- Der Boulevard René-Lévesque in Montreal wurde ihm zu Ehren benannt
- Der Wolkenkratzer 1250 René-Lévesque trägt ebenfalls seinen Namen